# WAS-2110

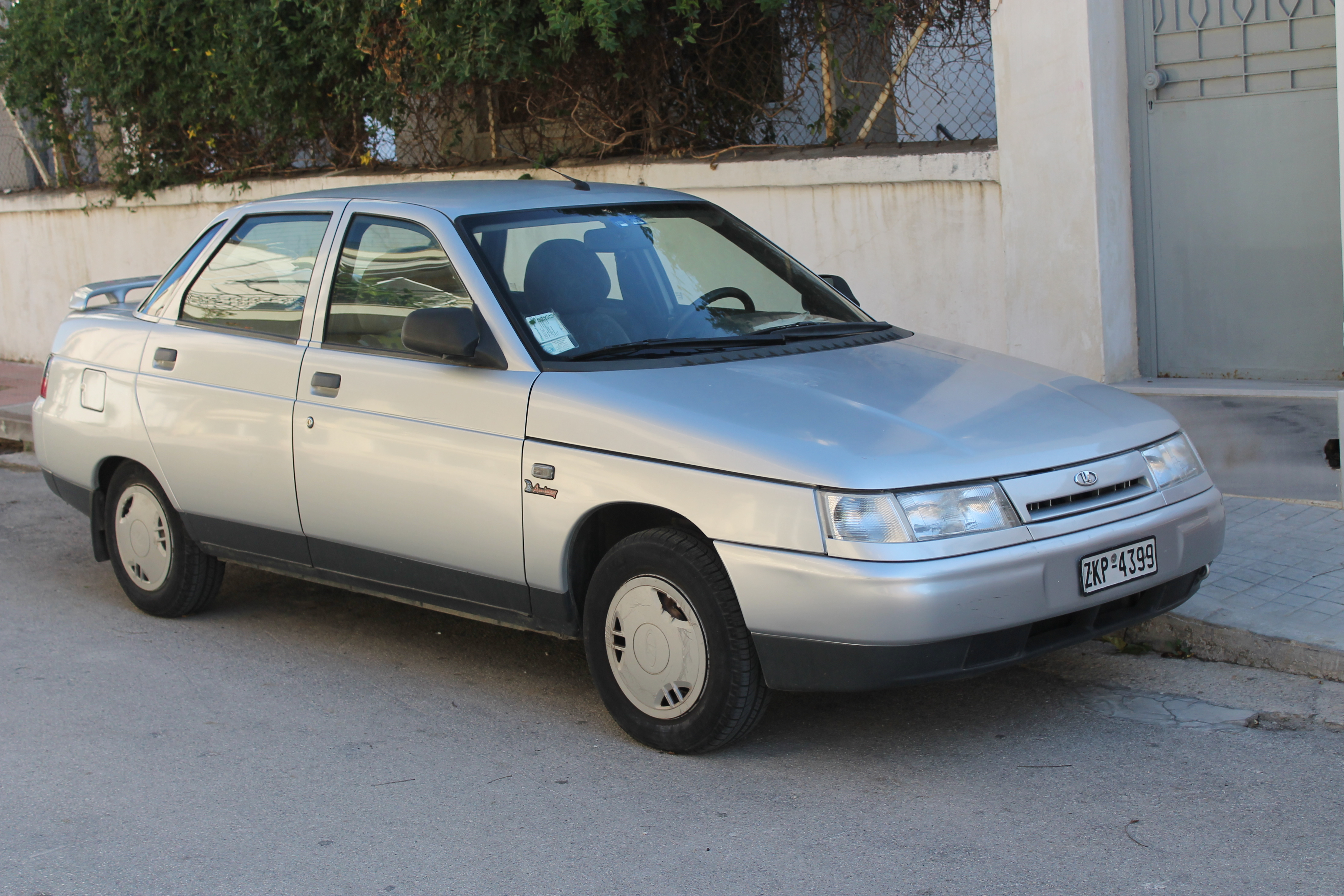
Lada 2110

Der Lada 2110 ist eine vom russischen Automobilhersteller AwtoWAS (russ. АвтоВАЗ) in der Stadt Togliatti von 1995 bis 2008 gebaute Stufenheck-Limousine. Er trat als Standardmodell für den Export im Erscheinungsjahr die Nachfolge des Lada Forma an. Der Lada 2110 wurde zuletzt in zwei Motorvarianten (Li 8V mit 60 kW, GLi 16V mit 67 kW, beide gleicher Hubraum 1,6 l) ausgeliefert, die die Euro-4-Norm erfüllten. Bei dem Unternehmen Suzuki Egypt S.A.E. mit Firmensitz in der Stadt des 6. Oktober dagegen wird der Lada 2110 noch weiterhin gebaut. Der aus dem 2110 abgeleitete Lada 112 wurde parallel zum Lada Samara angeboten.
Beliebt sind die Ladas der 211-er Reihe bei westlichen Fahrern vor allem wegen des vergleichsweise günstigen Anschaffungspreises. Verglichen mit Autos aus westeuropäischer, japanischer oder südkoreanischer Produktion war das Fahrzeug günstig. 
Die 211er-Reihe wurde in allen Varianten (siehe unten) auch mit Autogas-Motor angeboten. Negativ bewertet (zuletzt bei einem Test der Zeitschrift Auto Bild) wurde unter anderem die große prozentuale Wertminderung infolge des niedrigen Wiederverkaufspreises. Wegen der geringen Anschaffungskosten ist die absolute Wertminderung jedoch relativ gering. 
Die Fahrzeuge sind robust und langlebig; in den ersten Betriebsmonaten sind jedoch gelegentliche Verarbeitungsmängel zu beheben.
Ab Herbst 2008 wurde der 2110 durch den neuen Lada Priora (Typ 2170) ersetzt und dadurch auch nicht mehr auf dem russischen Neuwagenmarkt angeboten. Die Kombi-(2111), Schrägheck-(2112) und die Coupé-Version (2112 Coupé) wurden bis zur Ablösung 2008 bzw. 2009 auch in Russland weiterhin angeboten.

## Varianten
Eine Fließheckversion wurde als Lada 2112, ein Kombi als Lada 2111 und ein Coupé als Lada 21123 angeboten. Im Export entfiel in der Typenbezeichnung jeweils die vordere 2, hier hießen die Modelle Lada 110/111/112, das Coupé wurde nicht exportiert.

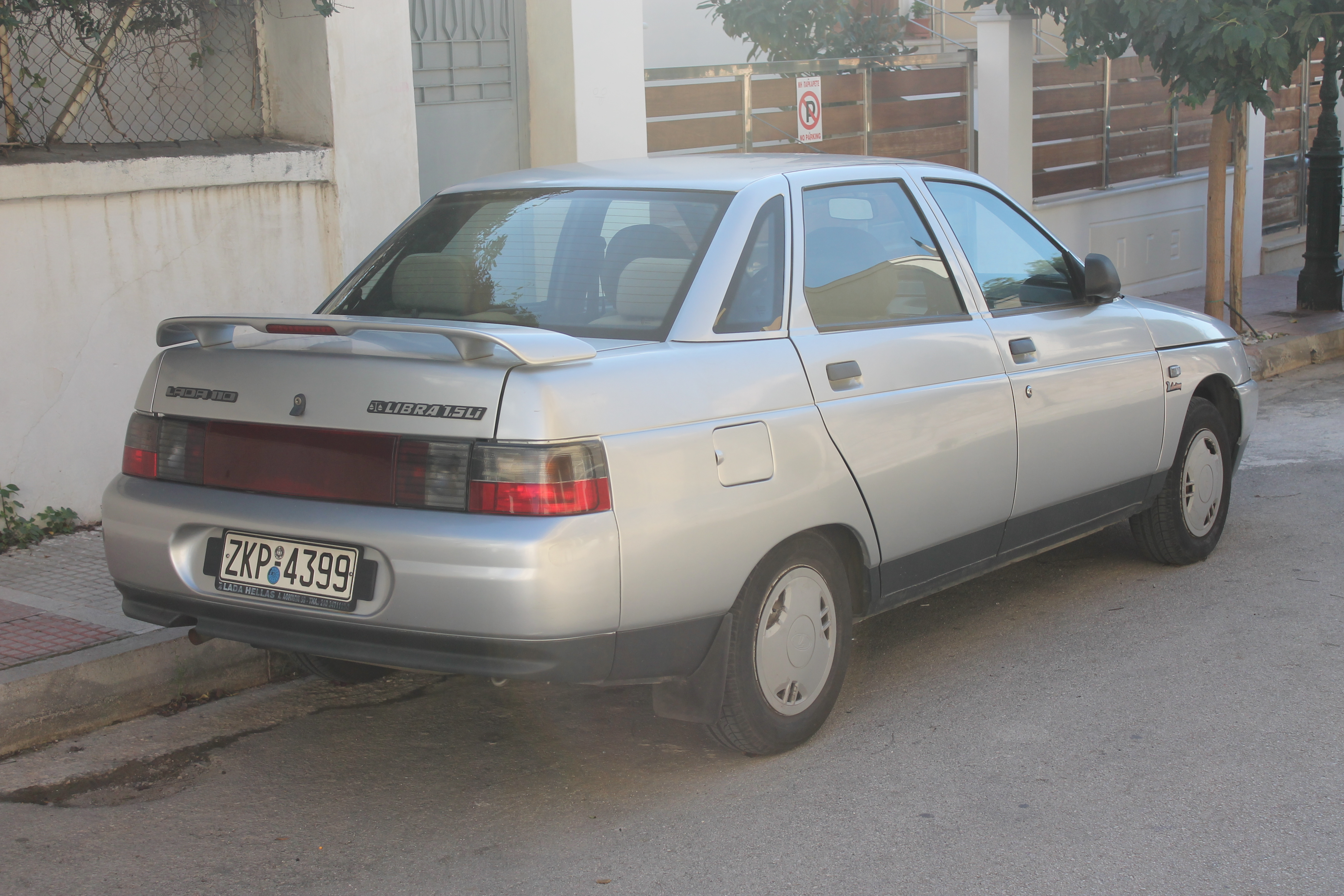
Heckansicht
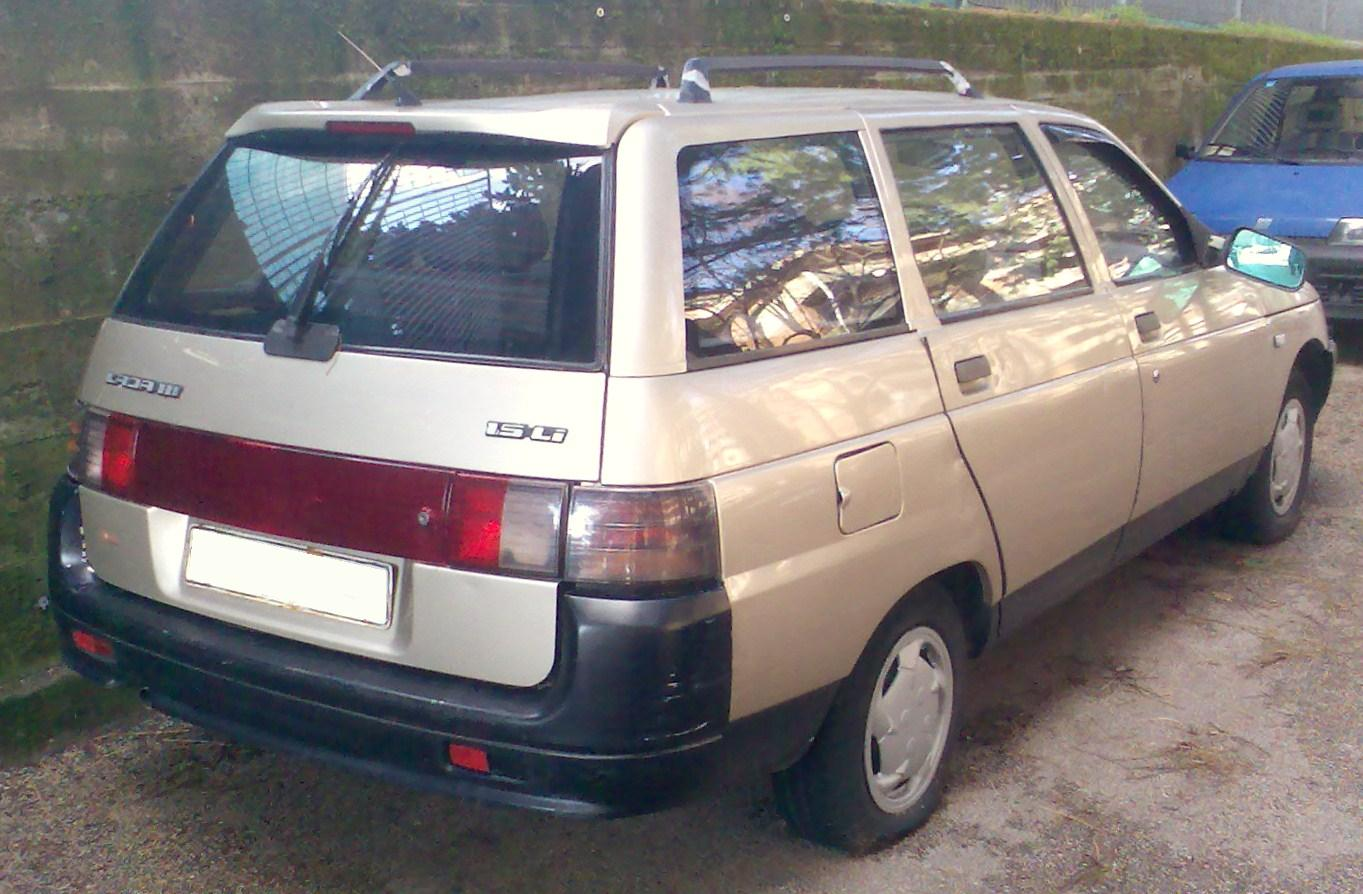
Lada 2111
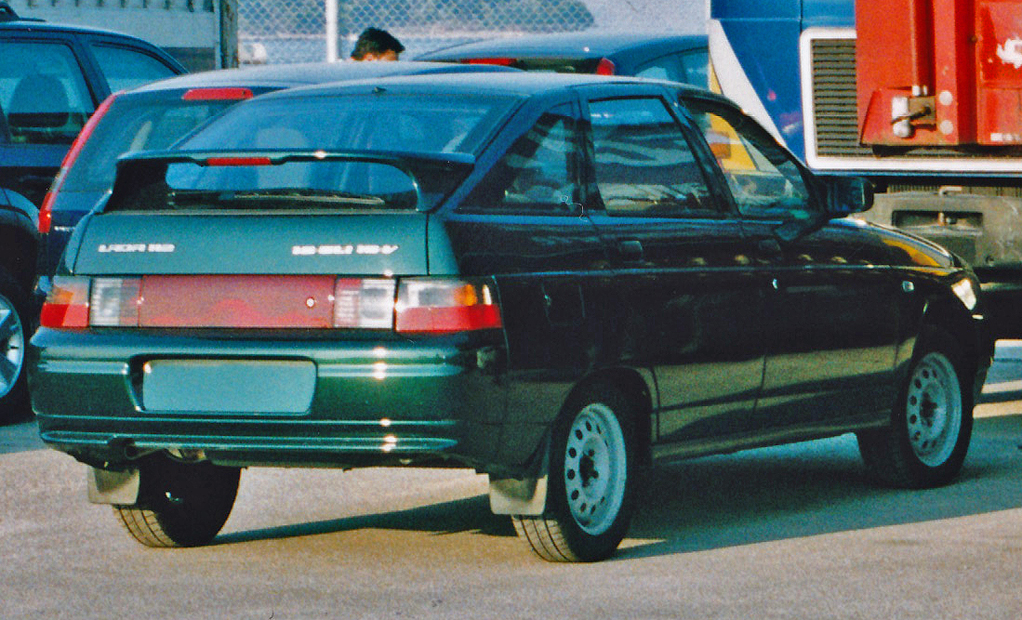
Lada 2112
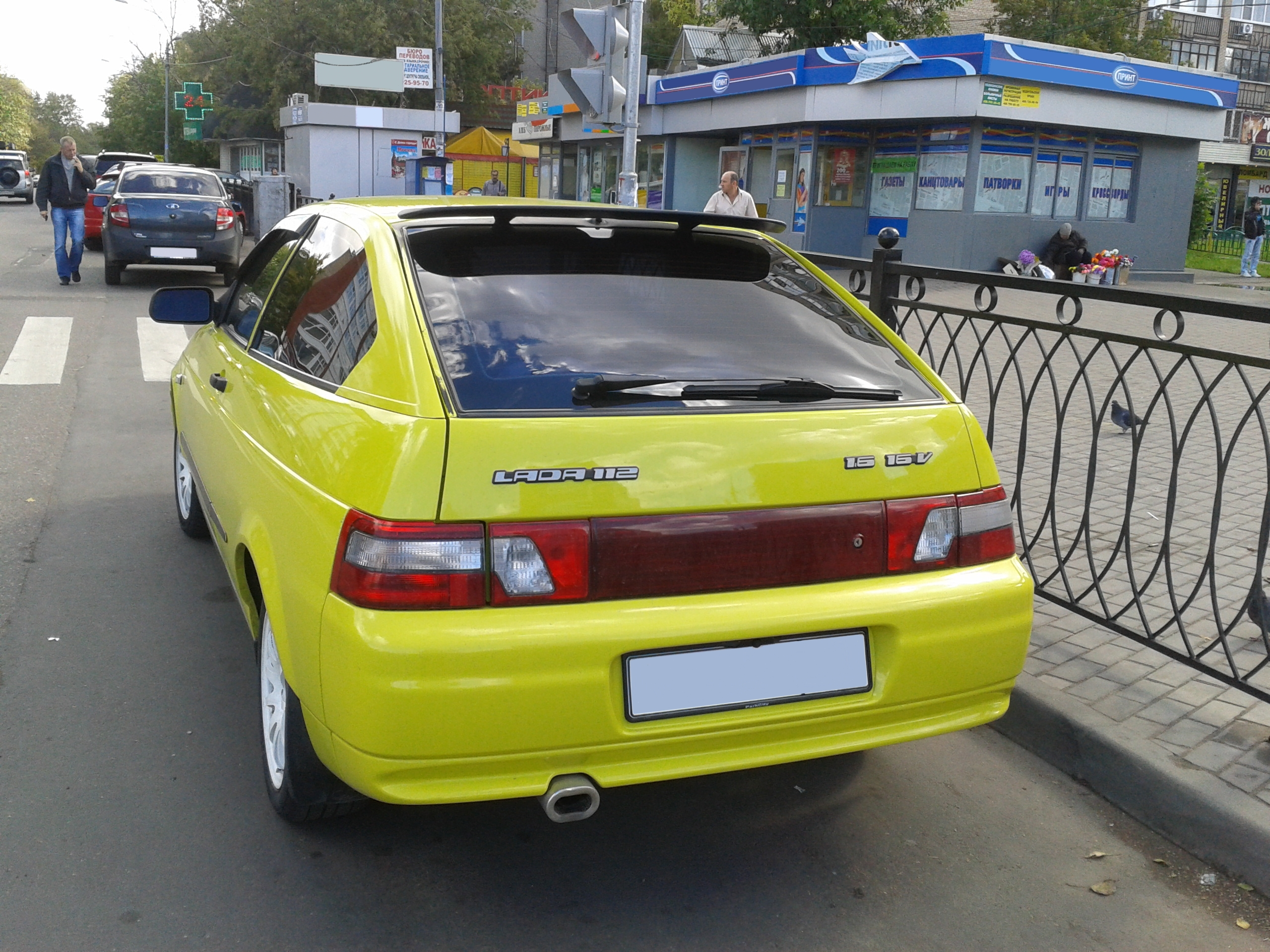
Lada 2112 Coupé